# Petrova Gora
Petrova Gora is een plaats in de gemeente Lobor in de Kroatische provincie Krapina-Zagorje. De plaats telt inwoners (2001).